# Уйский (посёлок)
Уйский (каз. Үй) — упразднённый поселок в Фёдоровском районе Кустанайской области Казахской ССР, существоваший в конце XIX-середине XX веков. Являлся  отделением  Кос-Аральского сельского совета (совхоз  "Кенеральский"). Располагался на реке Уй, в 10 км. к западу от упраздненного села Байкино. Не следует путать поселок Уйский с существовашим в конце XIX в.- первой четверти XXI века селом Уйское Федоровского района, располагавшемся примерно в 20 км. к востоку от него.

## История
Поселок основан казаками поселка Крутоярский в конце XIX века. Административно входил в соста в Кинь-Аральской, затем (в начале XX века) Уйской волостей. Жители разукрупненной Уйской волости (1915) принимали участие в Первой мировой войне. Известны имена четырех уроженцев волости, принявших в ней участие: Абдулин Рахметула, Жимамбаев Тиян, Смигановский Петр Петрович, Фесик Игнатий СергеевичНесмотря на то, что поселок относился к территории Косаральского сельского совета, в 1930-1950-х гг. дети, окончив начальную школу в поселке, продолжали обучение в Крутоярской средней школе в станице
Крутоярской Челябинской области. В 1960-х годах поселок упразднен в рамках программы ликвидации "неперспективных деревень" в СССР. Население было переселено в село Байкаин, Крутояровка и села Косаральского сельского совета.